# Плюфюр
Плюфю́р (фр. Plufur, брет. Plufur) — коммуна во Франции, находится в регионе Бретань. Департамент — Кот-д’Армор. Входит в состав кантона Плестен-ле-Грев. Округ коммуны — Ланьон.
Код INSEE коммуны — 22238.

## География
Коммуна расположена приблизительно в 440 км к западу от Парижа, в 155 км западнее Ренна, в 65 км к западу от Сен-Бриё.
Вдоль восточной границы коммуны протекает река Йяр, а вдоль западной — река Дурон.

## Население
Население коммуны на 2016 год составляло 538 человек.
| 1962 | 1968 | 1975 | 1982 | 1990 | 1999 | 2008 | 2016 |
| ---- | ---- | ---- | ---- | ---- | ---- | ---- | ---- |
| 744  | 643  | 562  | 534  | 520  | 518  | 547  | 538  |

## Администрация
| Период | Период | Фамилия       | Партия        | Примечания                                |
| ------ | ------ | ------------- | ------------- | ----------------------------------------- |
| ?      | 1995   | Алексис Кожан |               |                                           |
| 1995   |        | Эрве Гелу     | Разные правые | фермер, член Регионального совета Бретани |

## Экономика
В 2007 году среди 331 человека в трудоспособном возрасте (15—64 лет) 232 были экономически активными, 99 — неактивными (показатель активности — 70,1 %, в 1999 году было 68,2 %). Из 232 активных работали 202 человека (110 мужчин и 92 женщины), безработных было 30 (14 мужчин и 16 женщин). Среди 99 неактивных 23 человека были учениками или студентами, 45 — пенсионерами, 31 были неактивными по другим причинам.

## Достопримечательности
- Церковь Св. Флорентия (XVIII век). Исторический памятник с 1985 года[3]
- Часовня Св. Николая (XV век). Исторический памятник с 1911 года[4]

## Фотогалерея

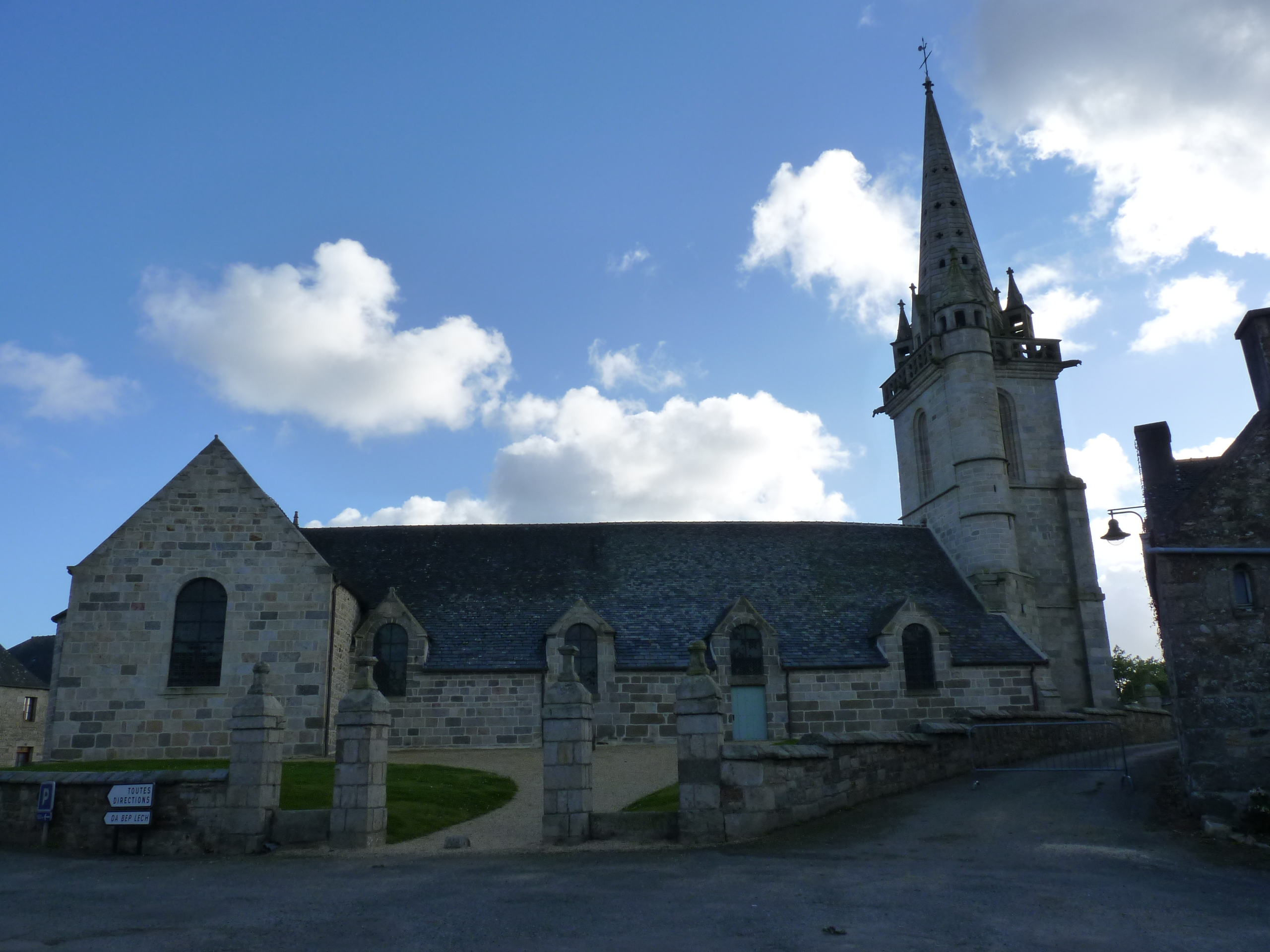
Церковь Св. Флорентия
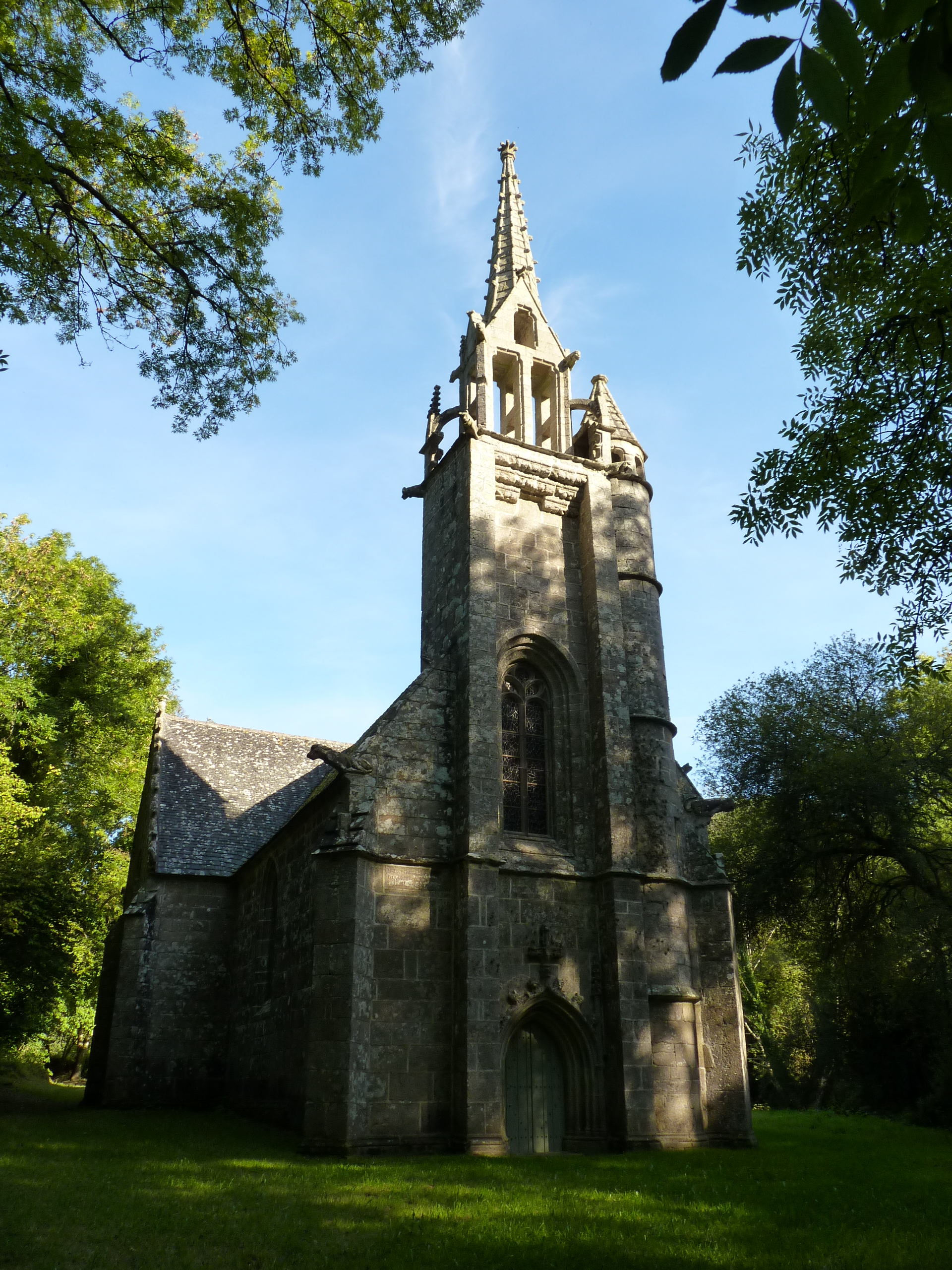
Часовня Св. Николая
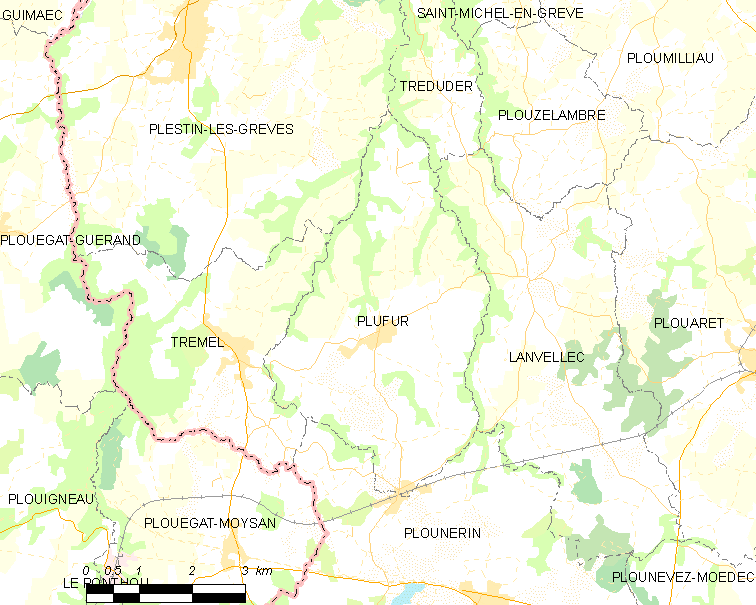
Карта коммуны